# Torrecárdenas

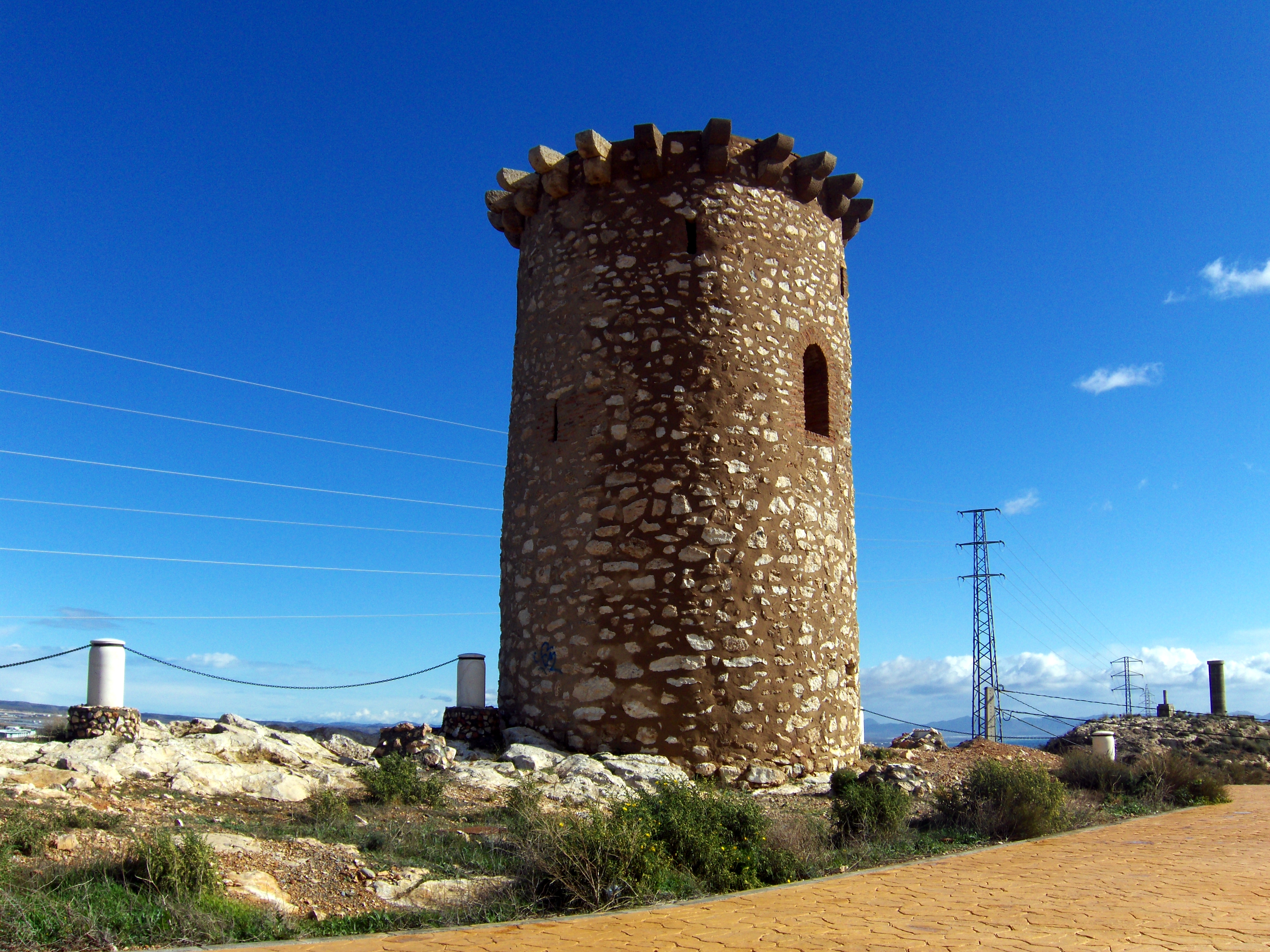
Torre de Cárdenas.

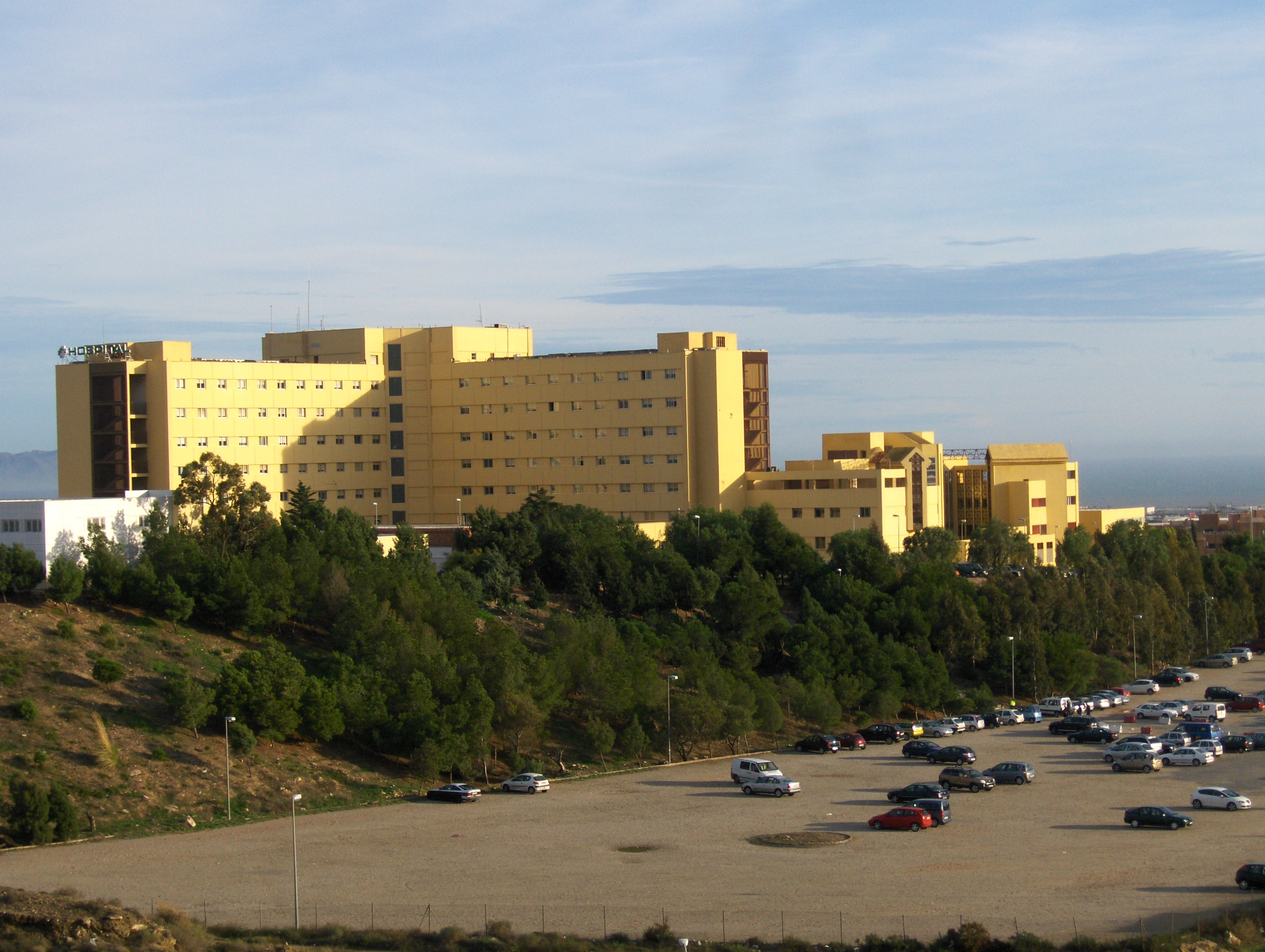
Hospital de Torrecárdenas.

Torrecárdenas es un barrio de la ciudad española de Almería. Es el barrio más al norte del núcleo urbano. Tiene este nombre por la torre de Cárdenas, levantada hacia el siglo XVI en la zona. En él se encuentra el hospital homónimo.

## Lugares de interés
- Torre de Cárdenas: Es una estructura militar tipo torre costera que fue construida en el siglo XVI y se encuentra en buen estado de conservación, tras una restauración. Se encuentra bajo la protección de la Declaración genérica del Decreto de 22 de abril de 1949 y la Ley 16/1985 de 25 de junio (BOE número 155 de 29 de junio de 1985) sobre el Patrimonio Histórico Español.[1] La Junta de Andalucía otorgó un reconocimiento especial a los castillos de la Comunidad Autónoma de Andalucía en 1993.

- Hospital Universitario Torrecárdenas: Forma parte del Hospital Universitario Torrecárdenas, hospital público, se trata de un hospital general de especialidades y de primer nivel, está acreditado para labores docentes y está gestionado por el Servicio Andaluz de Salud, organismo perteneciente a la Consejería de Salud de la Junta de Andalucía. Fue inaugurado en el mes de octubre de 1983.[2] Dentro del Hospital Universitario Torrecárdenas se incluyen: Hospital general, Hospital Materno Infantil Torrecárdenas, Hospital Alta Resolución El Toyo, CPE Bola Azul y CARE Nicolás Salmerón.
- Centro Comercial Torrecárdenas

## Transporte urbano
El barrio está comunicado mediante el transporte urbano con el centro y otros puntos de la ciudad.
|                                                                                      | Surbus Ir a la base de datos        | Surbus Ir a la base de datos | Surbus Ir a la base de datos | Surbus Ir a la base de datos | Surbus Ir a la base de datos |
| Línea                                                                                | Trayecto                            | Horario 1 Laborables         | Horario 2 Sábados            | Horario 3 Festivos           | Frecuencia 1/2/3             |
| ------------------------------------------------------------------------------------ | ----------------------------------- | ---------------------------- | ---------------------------- | ---------------------------- | ---------------------------- |
|                                                                                      | Centro-Torrecárdenas                | 6:35 a 22:40                 | 6:35 a 22:45                 | 6:35 a 22:45                 | 15´/25´/ 30´                 |
|                                                                                      | Torrecárdenas-Nueva Almería         | 6:55 a 22:52                 | 6:55 a 22:52                 | 6:55 a 22:52                 | 60´/60´/ 60´                 |
|                                                                                      | Torrecárdenas-La Goleta-Universidad | 7:30 a 16:04                 | (sin servicio)               | (sin servicio)               | 1h 10 min                    |
|                                                                                      | Centro-Costacabana                  | 6:55 a 22:40                 | 7:10 a 22:40                 | 7:10 a 22:10                 | 20´/30´/ 60´                 |
| - La frecuencia y el horario se refire a: Laborables / Sábados / Domingos y festivos |                                     |                              |                              |                              |                              |